# Věž (šachy)
|   | a | b | c | d | e | f | g | h |   |
| 8 | d8 černý křížek · d7 černý křížek · d6 černý křížek · a5 černý křížek · b5 černý křížek · c5 černý křížek · d5 bílý věž · e5 černý křížek · f5 černý křížek · g5 černý křížek · h5 černý křížek · d4 černý křížek · d3 černý křížek · d2 černý křížek · d1 černý křížek | d8 černý křížek · d7 černý křížek · d6 černý křížek · a5 černý křížek · b5 černý křížek · c5 černý křížek · d5 bílý věž · e5 černý křížek · f5 černý křížek · g5 černý křížek · h5 černý křížek · d4 černý křížek · d3 černý křížek · d2 černý křížek · d1 černý křížek | d8 černý křížek · d7 černý křížek · d6 černý křížek · a5 černý křížek · b5 černý křížek · c5 černý křížek · d5 bílý věž · e5 černý křížek · f5 černý křížek · g5 černý křížek · h5 černý křížek · d4 černý křížek · d3 černý křížek · d2 černý křížek · d1 černý křížek | d8 černý křížek · d7 černý křížek · d6 černý křížek · a5 černý křížek · b5 černý křížek · c5 černý křížek · d5 bílý věž · e5 černý křížek · f5 černý křížek · g5 černý křížek · h5 černý křížek · d4 černý křížek · d3 černý křížek · d2 černý křížek · d1 černý křížek | d8 černý křížek · d7 černý křížek · d6 černý křížek · a5 černý křížek · b5 černý křížek · c5 černý křížek · d5 bílý věž · e5 černý křížek · f5 černý křížek · g5 černý křížek · h5 černý křížek · d4 černý křížek · d3 černý křížek · d2 černý křížek · d1 černý křížek | d8 černý křížek · d7 černý křížek · d6 černý křížek · a5 černý křížek · b5 černý křížek · c5 černý křížek · d5 bílý věž · e5 černý křížek · f5 černý křížek · g5 černý křížek · h5 černý křížek · d4 černý křížek · d3 černý křížek · d2 černý křížek · d1 černý křížek | d8 černý křížek · d7 černý křížek · d6 černý křížek · a5 černý křížek · b5 černý křížek · c5 černý křížek · d5 bílý věž · e5 černý křížek · f5 černý křížek · g5 černý křížek · h5 černý křížek · d4 černý křížek · d3 černý křížek · d2 černý křížek · d1 černý křížek | d8 černý křížek · d7 černý křížek · d6 černý křížek · a5 černý křížek · b5 černý křížek · c5 černý křížek · d5 bílý věž · e5 černý křížek · f5 černý křížek · g5 černý křížek · h5 černý křížek · d4 černý křížek · d3 černý křížek · d2 černý křížek · d1 černý křížek | 8 |
| 7 | d8 černý křížek · d7 černý křížek · d6 černý křížek · a5 černý křížek · b5 černý křížek · c5 černý křížek · d5 bílý věž · e5 černý křížek · f5 černý křížek · g5 černý křížek · h5 černý křížek · d4 černý křížek · d3 černý křížek · d2 černý křížek · d1 černý křížek | d8 černý křížek · d7 černý křížek · d6 černý křížek · a5 černý křížek · b5 černý křížek · c5 černý křížek · d5 bílý věž · e5 černý křížek · f5 černý křížek · g5 černý křížek · h5 černý křížek · d4 černý křížek · d3 černý křížek · d2 černý křížek · d1 černý křížek | d8 černý křížek · d7 černý křížek · d6 černý křížek · a5 černý křížek · b5 černý křížek · c5 černý křížek · d5 bílý věž · e5 černý křížek · f5 černý křížek · g5 černý křížek · h5 černý křížek · d4 černý křížek · d3 černý křížek · d2 černý křížek · d1 černý křížek | d8 černý křížek · d7 černý křížek · d6 černý křížek · a5 černý křížek · b5 černý křížek · c5 černý křížek · d5 bílý věž · e5 černý křížek · f5 černý křížek · g5 černý křížek · h5 černý křížek · d4 černý křížek · d3 černý křížek · d2 černý křížek · d1 černý křížek | d8 černý křížek · d7 černý křížek · d6 černý křížek · a5 černý křížek · b5 černý křížek · c5 černý křížek · d5 bílý věž · e5 černý křížek · f5 černý křížek · g5 černý křížek · h5 černý křížek · d4 černý křížek · d3 černý křížek · d2 černý křížek · d1 černý křížek | d8 černý křížek · d7 černý křížek · d6 černý křížek · a5 černý křížek · b5 černý křížek · c5 černý křížek · d5 bílý věž · e5 černý křížek · f5 černý křížek · g5 černý křížek · h5 černý křížek · d4 černý křížek · d3 černý křížek · d2 černý křížek · d1 černý křížek | d8 černý křížek · d7 černý křížek · d6 černý křížek · a5 černý křížek · b5 černý křížek · c5 černý křížek · d5 bílý věž · e5 černý křížek · f5 černý křížek · g5 černý křížek · h5 černý křížek · d4 černý křížek · d3 černý křížek · d2 černý křížek · d1 černý křížek | d8 černý křížek · d7 černý křížek · d6 černý křížek · a5 černý křížek · b5 černý křížek · c5 černý křížek · d5 bílý věž · e5 černý křížek · f5 černý křížek · g5 černý křížek · h5 černý křížek · d4 černý křížek · d3 černý křížek · d2 černý křížek · d1 černý křížek | 7 |
| 6 | d8 černý křížek · d7 černý křížek · d6 černý křížek · a5 černý křížek · b5 černý křížek · c5 černý křížek · d5 bílý věž · e5 černý křížek · f5 černý křížek · g5 černý křížek · h5 černý křížek · d4 černý křížek · d3 černý křížek · d2 černý křížek · d1 černý křížek | d8 černý křížek · d7 černý křížek · d6 černý křížek · a5 černý křížek · b5 černý křížek · c5 černý křížek · d5 bílý věž · e5 černý křížek · f5 černý křížek · g5 černý křížek · h5 černý křížek · d4 černý křížek · d3 černý křížek · d2 černý křížek · d1 černý křížek | d8 černý křížek · d7 černý křížek · d6 černý křížek · a5 černý křížek · b5 černý křížek · c5 černý křížek · d5 bílý věž · e5 černý křížek · f5 černý křížek · g5 černý křížek · h5 černý křížek · d4 černý křížek · d3 černý křížek · d2 černý křížek · d1 černý křížek | d8 černý křížek · d7 černý křížek · d6 černý křížek · a5 černý křížek · b5 černý křížek · c5 černý křížek · d5 bílý věž · e5 černý křížek · f5 černý křížek · g5 černý křížek · h5 černý křížek · d4 černý křížek · d3 černý křížek · d2 černý křížek · d1 černý křížek | d8 černý křížek · d7 černý křížek · d6 černý křížek · a5 černý křížek · b5 černý křížek · c5 černý křížek · d5 bílý věž · e5 černý křížek · f5 černý křížek · g5 černý křížek · h5 černý křížek · d4 černý křížek · d3 černý křížek · d2 černý křížek · d1 černý křížek | d8 černý křížek · d7 černý křížek · d6 černý křížek · a5 černý křížek · b5 černý křížek · c5 černý křížek · d5 bílý věž · e5 černý křížek · f5 černý křížek · g5 černý křížek · h5 černý křížek · d4 černý křížek · d3 černý křížek · d2 černý křížek · d1 černý křížek | d8 černý křížek · d7 černý křížek · d6 černý křížek · a5 černý křížek · b5 černý křížek · c5 černý křížek · d5 bílý věž · e5 černý křížek · f5 černý křížek · g5 černý křížek · h5 černý křížek · d4 černý křížek · d3 černý křížek · d2 černý křížek · d1 černý křížek | d8 černý křížek · d7 černý křížek · d6 černý křížek · a5 černý křížek · b5 černý křížek · c5 černý křížek · d5 bílý věž · e5 černý křížek · f5 černý křížek · g5 černý křížek · h5 černý křížek · d4 černý křížek · d3 černý křížek · d2 černý křížek · d1 černý křížek | 6 |
| 5 | d8 černý křížek · d7 černý křížek · d6 černý křížek · a5 černý křížek · b5 černý křížek · c5 černý křížek · d5 bílý věž · e5 černý křížek · f5 černý křížek · g5 černý křížek · h5 černý křížek · d4 černý křížek · d3 černý křížek · d2 černý křížek · d1 černý křížek | d8 černý křížek · d7 černý křížek · d6 černý křížek · a5 černý křížek · b5 černý křížek · c5 černý křížek · d5 bílý věž · e5 černý křížek · f5 černý křížek · g5 černý křížek · h5 černý křížek · d4 černý křížek · d3 černý křížek · d2 černý křížek · d1 černý křížek | d8 černý křížek · d7 černý křížek · d6 černý křížek · a5 černý křížek · b5 černý křížek · c5 černý křížek · d5 bílý věž · e5 černý křížek · f5 černý křížek · g5 černý křížek · h5 černý křížek · d4 černý křížek · d3 černý křížek · d2 černý křížek · d1 černý křížek | d8 černý křížek · d7 černý křížek · d6 černý křížek · a5 černý křížek · b5 černý křížek · c5 černý křížek · d5 bílý věž · e5 černý křížek · f5 černý křížek · g5 černý křížek · h5 černý křížek · d4 černý křížek · d3 černý křížek · d2 černý křížek · d1 černý křížek | d8 černý křížek · d7 černý křížek · d6 černý křížek · a5 černý křížek · b5 černý křížek · c5 černý křížek · d5 bílý věž · e5 černý křížek · f5 černý křížek · g5 černý křížek · h5 černý křížek · d4 černý křížek · d3 černý křížek · d2 černý křížek · d1 černý křížek | d8 černý křížek · d7 černý křížek · d6 černý křížek · a5 černý křížek · b5 černý křížek · c5 černý křížek · d5 bílý věž · e5 černý křížek · f5 černý křížek · g5 černý křížek · h5 černý křížek · d4 černý křížek · d3 černý křížek · d2 černý křížek · d1 černý křížek | d8 černý křížek · d7 černý křížek · d6 černý křížek · a5 černý křížek · b5 černý křížek · c5 černý křížek · d5 bílý věž · e5 černý křížek · f5 černý křížek · g5 černý křížek · h5 černý křížek · d4 černý křížek · d3 černý křížek · d2 černý křížek · d1 černý křížek | d8 černý křížek · d7 černý křížek · d6 černý křížek · a5 černý křížek · b5 černý křížek · c5 černý křížek · d5 bílý věž · e5 černý křížek · f5 černý křížek · g5 černý křížek · h5 černý křížek · d4 černý křížek · d3 černý křížek · d2 černý křížek · d1 černý křížek | 5 |
| 4 | d8 černý křížek · d7 černý křížek · d6 černý křížek · a5 černý křížek · b5 černý křížek · c5 černý křížek · d5 bílý věž · e5 černý křížek · f5 černý křížek · g5 černý křížek · h5 černý křížek · d4 černý křížek · d3 černý křížek · d2 černý křížek · d1 černý křížek | d8 černý křížek · d7 černý křížek · d6 černý křížek · a5 černý křížek · b5 černý křížek · c5 černý křížek · d5 bílý věž · e5 černý křížek · f5 černý křížek · g5 černý křížek · h5 černý křížek · d4 černý křížek · d3 černý křížek · d2 černý křížek · d1 černý křížek | d8 černý křížek · d7 černý křížek · d6 černý křížek · a5 černý křížek · b5 černý křížek · c5 černý křížek · d5 bílý věž · e5 černý křížek · f5 černý křížek · g5 černý křížek · h5 černý křížek · d4 černý křížek · d3 černý křížek · d2 černý křížek · d1 černý křížek | d8 černý křížek · d7 černý křížek · d6 černý křížek · a5 černý křížek · b5 černý křížek · c5 černý křížek · d5 bílý věž · e5 černý křížek · f5 černý křížek · g5 černý křížek · h5 černý křížek · d4 černý křížek · d3 černý křížek · d2 černý křížek · d1 černý křížek | d8 černý křížek · d7 černý křížek · d6 černý křížek · a5 černý křížek · b5 černý křížek · c5 černý křížek · d5 bílý věž · e5 černý křížek · f5 černý křížek · g5 černý křížek · h5 černý křížek · d4 černý křížek · d3 černý křížek · d2 černý křížek · d1 černý křížek | d8 černý křížek · d7 černý křížek · d6 černý křížek · a5 černý křížek · b5 černý křížek · c5 černý křížek · d5 bílý věž · e5 černý křížek · f5 černý křížek · g5 černý křížek · h5 černý křížek · d4 černý křížek · d3 černý křížek · d2 černý křížek · d1 černý křížek | d8 černý křížek · d7 černý křížek · d6 černý křížek · a5 černý křížek · b5 černý křížek · c5 černý křížek · d5 bílý věž · e5 černý křížek · f5 černý křížek · g5 černý křížek · h5 černý křížek · d4 černý křížek · d3 černý křížek · d2 černý křížek · d1 černý křížek | d8 černý křížek · d7 černý křížek · d6 černý křížek · a5 černý křížek · b5 černý křížek · c5 černý křížek · d5 bílý věž · e5 černý křížek · f5 černý křížek · g5 černý křížek · h5 černý křížek · d4 černý křížek · d3 černý křížek · d2 černý křížek · d1 černý křížek | 4 |
| 3 | d8 černý křížek · d7 černý křížek · d6 černý křížek · a5 černý křížek · b5 černý křížek · c5 černý křížek · d5 bílý věž · e5 černý křížek · f5 černý křížek · g5 černý křížek · h5 černý křížek · d4 černý křížek · d3 černý křížek · d2 černý křížek · d1 černý křížek | d8 černý křížek · d7 černý křížek · d6 černý křížek · a5 černý křížek · b5 černý křížek · c5 černý křížek · d5 bílý věž · e5 černý křížek · f5 černý křížek · g5 černý křížek · h5 černý křížek · d4 černý křížek · d3 černý křížek · d2 černý křížek · d1 černý křížek | d8 černý křížek · d7 černý křížek · d6 černý křížek · a5 černý křížek · b5 černý křížek · c5 černý křížek · d5 bílý věž · e5 černý křížek · f5 černý křížek · g5 černý křížek · h5 černý křížek · d4 černý křížek · d3 černý křížek · d2 černý křížek · d1 černý křížek | d8 černý křížek · d7 černý křížek · d6 černý křížek · a5 černý křížek · b5 černý křížek · c5 černý křížek · d5 bílý věž · e5 černý křížek · f5 černý křížek · g5 černý křížek · h5 černý křížek · d4 černý křížek · d3 černý křížek · d2 černý křížek · d1 černý křížek | d8 černý křížek · d7 černý křížek · d6 černý křížek · a5 černý křížek · b5 černý křížek · c5 černý křížek · d5 bílý věž · e5 černý křížek · f5 černý křížek · g5 černý křížek · h5 černý křížek · d4 černý křížek · d3 černý křížek · d2 černý křížek · d1 černý křížek | d8 černý křížek · d7 černý křížek · d6 černý křížek · a5 černý křížek · b5 černý křížek · c5 černý křížek · d5 bílý věž · e5 černý křížek · f5 černý křížek · g5 černý křížek · h5 černý křížek · d4 černý křížek · d3 černý křížek · d2 černý křížek · d1 černý křížek | d8 černý křížek · d7 černý křížek · d6 černý křížek · a5 černý křížek · b5 černý křížek · c5 černý křížek · d5 bílý věž · e5 černý křížek · f5 černý křížek · g5 černý křížek · h5 černý křížek · d4 černý křížek · d3 černý křížek · d2 černý křížek · d1 černý křížek | d8 černý křížek · d7 černý křížek · d6 černý křížek · a5 černý křížek · b5 černý křížek · c5 černý křížek · d5 bílý věž · e5 černý křížek · f5 černý křížek · g5 černý křížek · h5 černý křížek · d4 černý křížek · d3 černý křížek · d2 černý křížek · d1 černý křížek | 3 |
| 2 | d8 černý křížek · d7 černý křížek · d6 černý křížek · a5 černý křížek · b5 černý křížek · c5 černý křížek · d5 bílý věž · e5 černý křížek · f5 černý křížek · g5 černý křížek · h5 černý křížek · d4 černý křížek · d3 černý křížek · d2 černý křížek · d1 černý křížek | d8 černý křížek · d7 černý křížek · d6 černý křížek · a5 černý křížek · b5 černý křížek · c5 černý křížek · d5 bílý věž · e5 černý křížek · f5 černý křížek · g5 černý křížek · h5 černý křížek · d4 černý křížek · d3 černý křížek · d2 černý křížek · d1 černý křížek | d8 černý křížek · d7 černý křížek · d6 černý křížek · a5 černý křížek · b5 černý křížek · c5 černý křížek · d5 bílý věž · e5 černý křížek · f5 černý křížek · g5 černý křížek · h5 černý křížek · d4 černý křížek · d3 černý křížek · d2 černý křížek · d1 černý křížek | d8 černý křížek · d7 černý křížek · d6 černý křížek · a5 černý křížek · b5 černý křížek · c5 černý křížek · d5 bílý věž · e5 černý křížek · f5 černý křížek · g5 černý křížek · h5 černý křížek · d4 černý křížek · d3 černý křížek · d2 černý křížek · d1 černý křížek | d8 černý křížek · d7 černý křížek · d6 černý křížek · a5 černý křížek · b5 černý křížek · c5 černý křížek · d5 bílý věž · e5 černý křížek · f5 černý křížek · g5 černý křížek · h5 černý křížek · d4 černý křížek · d3 černý křížek · d2 černý křížek · d1 černý křížek | d8 černý křížek · d7 černý křížek · d6 černý křížek · a5 černý křížek · b5 černý křížek · c5 černý křížek · d5 bílý věž · e5 černý křížek · f5 černý křížek · g5 černý křížek · h5 černý křížek · d4 černý křížek · d3 černý křížek · d2 černý křížek · d1 černý křížek | d8 černý křížek · d7 černý křížek · d6 černý křížek · a5 černý křížek · b5 černý křížek · c5 černý křížek · d5 bílý věž · e5 černý křížek · f5 černý křížek · g5 černý křížek · h5 černý křížek · d4 černý křížek · d3 černý křížek · d2 černý křížek · d1 černý křížek | d8 černý křížek · d7 černý křížek · d6 černý křížek · a5 černý křížek · b5 černý křížek · c5 černý křížek · d5 bílý věž · e5 černý křížek · f5 černý křížek · g5 černý křížek · h5 černý křížek · d4 černý křížek · d3 černý křížek · d2 černý křížek · d1 černý křížek | 2 |
| 1 | d8 černý křížek · d7 černý křížek · d6 černý křížek · a5 černý křížek · b5 černý křížek · c5 černý křížek · d5 bílý věž · e5 černý křížek · f5 černý křížek · g5 černý křížek · h5 černý křížek · d4 černý křížek · d3 černý křížek · d2 černý křížek · d1 černý křížek | d8 černý křížek · d7 černý křížek · d6 černý křížek · a5 černý křížek · b5 černý křížek · c5 černý křížek · d5 bílý věž · e5 černý křížek · f5 černý křížek · g5 černý křížek · h5 černý křížek · d4 černý křížek · d3 černý křížek · d2 černý křížek · d1 černý křížek | d8 černý křížek · d7 černý křížek · d6 černý křížek · a5 černý křížek · b5 černý křížek · c5 černý křížek · d5 bílý věž · e5 černý křížek · f5 černý křížek · g5 černý křížek · h5 černý křížek · d4 černý křížek · d3 černý křížek · d2 černý křížek · d1 černý křížek | d8 černý křížek · d7 černý křížek · d6 černý křížek · a5 černý křížek · b5 černý křížek · c5 černý křížek · d5 bílý věž · e5 černý křížek · f5 černý křížek · g5 černý křížek · h5 černý křížek · d4 černý křížek · d3 černý křížek · d2 černý křížek · d1 černý křížek | d8 černý křížek · d7 černý křížek · d6 černý křížek · a5 černý křížek · b5 černý křížek · c5 černý křížek · d5 bílý věž · e5 černý křížek · f5 černý křížek · g5 černý křížek · h5 černý křížek · d4 černý křížek · d3 černý křížek · d2 černý křížek · d1 černý křížek | d8 černý křížek · d7 černý křížek · d6 černý křížek · a5 černý křížek · b5 černý křížek · c5 černý křížek · d5 bílý věž · e5 černý křížek · f5 černý křížek · g5 černý křížek · h5 černý křížek · d4 černý křížek · d3 černý křížek · d2 černý křížek · d1 černý křížek | d8 černý křížek · d7 černý křížek · d6 černý křížek · a5 černý křížek · b5 černý křížek · c5 černý křížek · d5 bílý věž · e5 černý křížek · f5 černý křížek · g5 černý křížek · h5 černý křížek · d4 černý křížek · d3 černý křížek · d2 černý křížek · d1 černý křížek | d8 černý křížek · d7 černý křížek · d6 černý křížek · a5 černý křížek · b5 černý křížek · c5 černý křížek · d5 bílý věž · e5 černý křížek · f5 černý křížek · g5 černý křížek · h5 černý křížek · d4 černý křížek · d3 černý křížek · d2 černý křížek · d1 černý křížek | 1 |
|   | a | b | c | d | e | f | g | h |   |

Věž je jeden ze šachových kamenů, a to druhý nejsilnější po dámě, společně s níž patří mezi těžké figury.

## Pohyb po šachovnici
Věž se pohybuje po šachovnici o libovolné množství polí ve svislém nebo vodorovném směru, tedy po řadách a sloupcích; nemůže se pohybovat po šachovnici „šikmo“ (po diagonálách). Každý hráč má na začátku hry dvě věže, jež jsou umístěny v rozích šachovnice, které jsou hráči nejblíž. Rozlišuje se mezi věží na královském a dámském křídle šachovnice.

## Hodnota a síla
Věž na prázdné šachovnici ovládá 14 polí. Její hodnota se zpravidla udává jako ekvivalent 5 pěšců – je tedy silnější než lehké figury (střelec a jezdec) s hodnotou přibližně 3 pěšců. Rozdíl mezi hodnotou věže a koně nebo střelce se v šachové terminologii nazývá „kvalita“ (například výměnu jezdce za věž lze typicky zhodnotit tak, že jeden z hráčů „získal kvalitu“).
Dvě věže se součtem přibližně rovnají dámě, v kombinaci však mohou být i silnější. Věž je ve hře mimořádné silná a nebezpečná v kombinaci s druhou věží či dámou (stojí-li za sebou). Je nejsilnější v otevřených pozicích, v uzavřené pozici může být oslabena.
Věž je taky nejslabší figurou, která může (ve spolupráci s vlastním králem) dát mat soupeřovu králi.

## Rošáda
Věž se společně s králem účastní rošády – speciálního šachového tahu, kdy král postoupí o dvě pole směrem k jedné z věží a příslušná věž ho „přeskočí“ a postaví se vedle něj. Věž (na rozdíl od krále) přitom může přejít i přes protivníkem ovládané pole nebo účastnit se rošády, i když je sama napadena soupeřovým kamenem.
Při rošádě musí hráč jako prvního uchopit krále, jinak by se jednalo pouze o tah věží.

## Reprezentace
V české šachové notaci se věž značí písmenem V, v anglické písmenem R (rook).
Ve znakové sadě Unicode je znak U+2656 pro bílou věž (♖) a znak U+265C pro černou věž (♜).